# Heterocerus kamtschaticus
Heterocerus kamtschaticus is een keversoort uit de familie oevergraafkevers (Heteroceridae). De wetenschappelijke naam van de soort is voor het eerst geldig gepubliceerd in 1989 door Egorov.